# Louis Slesin
Louis Slesin est un scientifique, qui a fondé au début des années 1980 le journal Microwave News (passé en format Web en juin 2003), journal de vulgarisation scientifique, et parfois lanceur d'alerte. 
Début 2019, il se décrit comme un vulgarisateur «interprète», « traducteur de questions scientifiques profondément complexes (et politiquement chargées) pour les journalistes ».

## Centres d'intérêts
Ses centres d'intérêts professionnels (en tant qu'éditeur) sont les champs électromagnétiques (CEM) utilisables en médecine ou potentiellement dangereux au regard de la santé environnementale. Il s'intéresse aussi à « la capacité de diverses espèces à naviguer en utilisant le champ magnétique terrestre ».

## Éléments de biographie
Louis Slesin est surtout connu pour avoir fondé le journal Microwave News, à New York en 1981.
Dans un entretien avec Investigate Europe, il explique qu'après avoir constaté que sur le sujet des risques sanitaires des télécommunications et plus généralement des effets biologiques et environnementaux des champs électromagnétiques, « des journalistes n'ont pas pu publier leurs articles, ou ne les ont publiés qu'après avoir apporté des changements substantiels ; un reflet peut-être de l'extraordinaire poids politique et commercial entourant le déploiement d'équipements générant des champs électromagnétiques, tels que les téléphones portables et les lignes électriques », il a estimé que la solution face à ces barrières à la publication était de publier lui-même ses propres analyses sur les avancées de la science et des techniques ou sur leurs applications dans ce domaine. 
Depuis il conduit des enquêtes et publie des reportages sur les effets en matière de santé environnementale des champs électromagnétiques (CEM), et tout particulièrement sur les effets de divers types de rayonnements non ionisants dont il estime qu'on sous-estime leurs effets sanitaires (effets non thermiques notamment) ont été et sont encore sous-estimés. 
Une grande partie de son travail porte sur les risques posés par les téléphones portables et les lignes électriques (et depuis peu la 5G). 
En 2020, il déplore que la 5G soit en cours de déploiement avant même qu'il y ait eu des études d'impacts sur la santé et l'environnement (situation également dénoncée par des scientifiques tels que Lennart Hardell ou Michael Carlberg) ; Alors que le Pentagone annonce en octobre 2020 600 millions de dollars pour des contrats pour tester durant un an des applications militaires de la 5G (réalité augmentée et réalité virtuelle, entrepôts intelligents, radars avancés, communications à haute capacité et à faible latence pour les centres d'opérations aériennes ...) dans cinq bases militaires des États-Unis, avec l'aide de l'industrie, via le National Spectrum Consortium (NSC) et d'universitaires, Louis Slesin commente ... et combien d'argent pour les études sur les effets de la 5G?

## Activités d'éditeur
Lui et la revue Microwave News sont des sources souvent citées en France par des ONG estimant que les risques induits par l'exposition aux champs électromagnétiques ne sont pas suffisamment pris en compte par les normes nationales ou internationales (ONG telles que Robin des Toits). 
Selon lui la revue Microwave News (qu'il publie alors depuis une quarantaine d'années) n'est peut-être pas connue du grand-public, mais elle est lue par les initiés. Il estime jouer un rôle important de décrypteur et de passeur d'informations, dans un monde où des intérêts commerciaux de plusieurs milliards de dollars peuvent être lésés par des études scientifiques. Il cite en exemple l'histoire des résultats de l'étude NTP que Microwave a fait connaître, ce qui a, selon lui, forcé le gouvernement [américain] à la publier.